# Sekundærrute 293
De Sekundærrute 293 is een secundaire weg in Denemarken. De weg loopt van Øster Kippinge via Nørre Alslev en Stubbekøbing naar Næs. De Sekundærrute 293 loopt over het eiland Falster en is ongeveer 22 kilometer lang.